# Bitwa pod Lewes
Bitwa pod Lewes – starcie zbrojne, które miało miejsce 14 maja 1264 r. w trakcie II wojny baronów. Była głównym punktem zmagań Szymona V de Monfort w walce o władzę w Anglii.
Bitwa była konsekwencją odrzucenia przez króla Henryka III politycznych propozycji wysuwanych w Oksfordzie przez miejscowych baronów. Henryk III opowiedział się przeciwko popierającym Szymona de Montfort baronom, którzy proponowali przekazanie władzy w ręce 15-osobowej rady, mającej wpływ na wszelkie decyzje królewskie. Rada podlegać miała parlamentowi, który dozorowałby ją, zbierając się trzykrotnie do roku.
W trakcie konfliktu z Szymonem de Monfort król Henryk III zmuszony był szukać schronienia w jednym z klasztorów. Jego syn Edward, późniejszy król Edward I w tym czasie zajmował zamek Lewes. W wyniku nocnego marszu wojska Szymona de Montfort zaskoczyły Edwarda, zajmując wyżynę nad Sussex Down niedaleko miasta Lewes, gdzie przygotowały się nie niepokojone do bitwy. Rycerze Szymona jako znak rozpoznawczy nosili wyszyte na płaszczach białe krzyże.
Siły Edwarda dwukrotnie przeważały liczebnie przeciwnika. Pewny siebie Edward wyprowadził swoje wojsko z zamku, osiągając szybko sukces w pierwszym starciu z częścią wojsk Simona. Widząc się zwycięzcami, rycerze Edwarda puścili się lekkomyślnie w pościg za uchodzącym przeciwnikiem. W międzyczasie Szymonowi de Montfort udało się rozbić oddział królewskiego brata Ryszarda i zwrócić się przeciwko Edwardowi, który dostał się do niewoli. W wyniku porażki król zmuszony został do zaakceptowania postanowień oksfordzkich. Szymonowi została udzielona pełnia władzy, którą sprawował do momentu bitwy pod Evesham.